# Amber Merritt
Amber Merritt (17 de febrero de 1993) es una jugadora de baloncesto en silla de ruedas de 4,5 puntos que juega de delantera. Representó a Australia en los Juegos Paralímpicos de Londres 2012, donde ganó una medalla de plata.
Nacida en Inglaterra, Merritt se mudó a Australia cuando tenía diez años. Originalmente era nadadora, pero fue reclutada para el baloncesto por el entrenador del Salón de la Fama de los Juegos Paralímpicos Frank Ponta en 2007. Comenzó a jugar al baloncesto en silla de ruedas en un club de alto nivel en Australia para los Perth Western Stars en la Liga Nacional de Baloncesto en Silla de Ruedas Femenina (WNWBL) en 2008. En 2013, capitaneó el equipo, y lo llevó a su primer campeonato de la Liga Nacional de Baloncesto en Silla de Ruedas. Fue la máxima anotadora de la liga y la jugadora más valiosa de 4 puntos en su All Star Five, en 2011, 2012 y 2013.
Merritt debutó con el equipo nacional femenino de baloncesto en silla de ruedas de Australia, conocido como los Gliders, en 2009. Ha jugado para los Gliders en varias series internacionales, entre las que se incluyen el Campeonato Mundial Sub-23 de 2010, el Campeonato Mundial Sub-25 de 2011, las Copas de Osaka de 2011, 2012 y 2013, la Copa Mundial Paralímpica de BT de 2012 y el Desafío Mundial de Gliders y Rodillos de 2012 en Sídney.

## Vida personal
Apodada «Bambi», Merritt nació el 17 de febrero de 1993 en Portsmouth, Inglaterra, con un pie zambo. Se mudó a Perth en Australia Occidental cuando tenía diez años después de que sus padres decidieran que querían ver qué más tenía el mundo para ofrecer, y se graduó de la escuela secundaria allí en 2010. A partir de 2013, vive en Wanneroo, Australia Occidental.

## Baloncesto en silla de ruedas
Merritt es un jugador de baloncesto en silla de ruedas de 4,5 puntos que juega de delantero. Empezó a jugar en 2007. Originalmente era nadadora, pero fue reclutada en el baloncesto por el entrenador del Salón de la Fama Paralímpico Frank Ponta.
En el ejercicio económico 2012/13, la Comisión Australiana de Deportes concedió a Merritt una subvención de 20.000 dólares australianos como parte de su programa de apoyo directo a los atletas (DAS). Recibió 17.000 dólares en 2011/12 y 2010/11 y 5.571,42 dólares en 2009/10.
Vistiendo la camiseta número 14, Merritt empezó a jugar al baloncesto en silla de ruedas de club de alto nivel en Australia para los Perth Western Stars en la Liga Nacional de Baloncesto en Silla de Ruedas de Mujeres en 2008. En la segunda ronda de esa temporada, las Western Stars derrotaron a los Hills Hornets por 52-44. Jugando para las Estrellas, anotó 10 puntos en la victoria de su equipo.

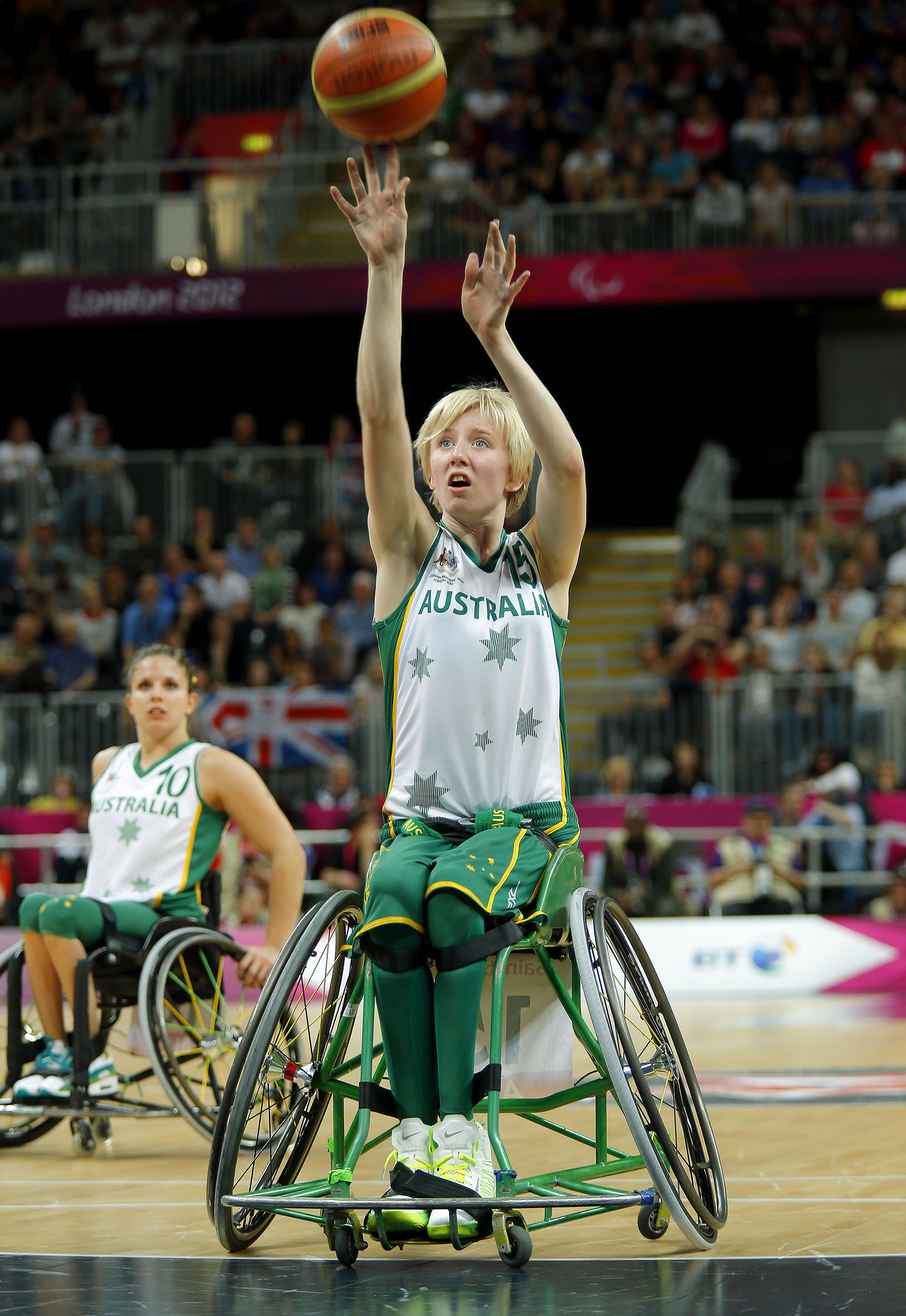
Merritt en los Juegos Paralímpicos de Londres 2012.

En la temporada 2012, durante la primera derrota en el juego, Merritt anotó ocho puntos, tuvo cinco rebotes y dos asistencias. En el tercer partido de la liga y en el segundo partido de su equipo, una derrota ante los Dandenong Rangers, anotó 26 puntos y tuvo 14 rebotes. En la victoria de su equipo en el tercer partido contra el Sydney Uni Flames, anotó 18 puntos, mientras que tuvo 10 rebotes. En la victoria de semifinales de los Western Stars contra el Sydney Uni Flames por 56-36, jugó un papel importante. Las Western Stars jugaron en el partido por el tercer puesto de la liga, donde ella lideró la puntuación con 34 puntos al derrotar a Sídney por 63-54. Terminó la temporada como la máxima anotadora de la WNWBL.
Merritt fue el capitán de las Western Stars para la temporada 2013, y llevó al equipo a su primer campeonato de la WNWBL, derrotando a los Sachs Goldcamp Bears en la final 43-40 a pesar de estar 11 puntos por debajo en el tiempo de tres cuartos. Fue la máxima anotadora de la liga, y la jugadora más valiosa con 4 puntos en su All Star Five, como lo había sido anteriormente en 2011 y 2012.
Debutó con el equipo nacional femenino de baloncesto en silla de ruedas de Australia, conocido como los Gliders, en 2009, jugando en varias competiciones diferentes ese año, incluyendo la Serie Amistosa de Japón, Cuatro Naciones en Canadá y el Campeonato Mundial Sub-23 donde su equipo terminó en cuarto lugar. Como el miembro más joven del equipo australiano en los Campeonatos Mundiales de 2010, terminó en cuarto lugar. Compitió en los Campeonatos Regionales de Asia y Oceanía de 2011, anotando diez puntos para su equipo como la tercera máxima anotadora en el último partido de una competición en la que no perdió ni un solo encuentro. Ese año, también representó a Australia en los Campeonatos Mundiales Sub-25 de 2011, donde vistió la camiseta número 7 y fue un bloqueador clave para su equipo,  Merritt jugó en la Copa de Osaka de 2011, y en la Copa Mundial Paralímpica de BT de 2012. Compitió en el 2012 Gliders and Rollers World Challenge en Sídney, anotando los puntos ganadores en el partido por el primer puesto contra el equipo nacional femenino de baloncesto en silla de ruedas de Alemania, y fue nombrada la MVP femenina de la competición, habiendo promediado 17,8 puntos por partido.
Merritt fue seleccionada para representar a Australia en los Juegos Paralímpicos de Londres 2012 en el baloncesto en silla de ruedas. En los Juegos de Londres fue su primera vez. En la fase de grupos, el equipo nacional femenino de baloncesto en silla de ruedas de Australia en los Juegos Paralímpicos de Londres 2012 consiguió victorias contra Brasil, Gran Bretaña, y los Países Bajos, pero perdió contra Canadá. Esto fue suficiente para avanzar a los Gliders a los cuartos de final, donde vencieron a México.  Los Gliders entonces derrotaron a los Estados Unidos por un punto para establecer un choque final con Alemania.  Los Gliders perdieron 44-58, y ganaron una medalla de plata.
Desde los juegos de Londres, Merritt ha participado en la Copa de Osaka de 2013, donde los Gliders defendieron con éxito el título que habían ganado en 2008, 2009, 2010 y 2012.

## Estadísticas
| Competición | Temporada | M  | MIN    | FGM–A   | FG%  | 2PM–A   | 2P%  | 3PM–A | 3P% | FTM–A | FT%  | PFS | Pts | OFF | DEF | TOT  | AST | STL | BLK | TO  | PF  | PTS  |
| WNWBL       | 2009      | 17 | 596:48 | 127–254 | 50.0 | 127–250 | 50.8 | 0–4   | 0.0 | 18–54 | 33.3 | 36  | 272 | n/a | n/a | 10.9 | 2.0 | n/a | n/a | n/a | n/a | 16.0 |
| WNWBL       | 2010      | 17 | n/a    | 159–282 | 56.4 | n/a     | n/a  | 0–5   | 0.0 | 15–55 | 27.3 | 40  | 333 | n/a | n/a | 9.8  | 1.5 | n/a | n/a | n/a | n/a | 19.6 |
| WNWBL       | 2011      | 19 | n/a    | 207–406 | 51.0 | n/a     | n/a  | 0–3   | 0.0 | 32–84 | 38.1 | 49  | 446 | n/a | n/a | 13.7 | 2.6 | n/a | n/a | n/a | n/a | 23.5 |
| WNWBL       | 2012      | 15 | n/a    | 169–350 | 48.3 | n/a     | n/a  | 0–5   | 0.0 | 49–85 | 57.6 | 33  | 387 | n/a | n/a | 9.9  | 2.9 | n/a | n/a | n/a | n/a | 25.8 |
| WNWBL       | 2013      | 14 | 518:43 | 204–367 | 55.6 | 204–364 | 56.0 | 0–3   | 0.0 | 32–76 | 42.1 | 25  | 440 | 3.1 | 7.4 | 10.4 | 3.6 | 1.6 | 0.6 | 2.3 | 1.8 | 31.4 |

| M : Partidos jugados                                                            | MIN : Minutos jugados                                                |
| FGM, FGA, FG%: tiros de campo realizados, intentados y porcentaje               | 3FGM, 3FGA, 3FG% tiros de campo realizados, intentados y porcentaje  |
| FTM, FTA, FT%: tiros de campo de tres puntos marcados , intentados y porcentaje | OFF, DEF, TOT: rebotes promedio ofensivo, defensivo, total por juego |
| AST: promedio de asistencias por juego                                          | STL: promedio de robos por juego                                     |
| BLK: promedio de tapones por juego                                              | TO: promedio de pérdidas de balón por juego                          |
| PFS, PF: faltas personales , promedio por juego                                 | Pts, PTS: puntos , promedio por juego                                |
| n/a: no aplicable                                                               |                                                                      |